# Федченко, Клавдия Прокопьевна
Клавдия Прокопьевна Федченко (Шевкунова) (12 ноября 1918, Уфимская губерния — 27 июля 2001, Бакал, Челябинская область или Саткинский район, Челябинская область) — советский хозяйственный, государственный и политический деятель, Герой Социалистического Труда.

## Биография
Родилась в 1918 году в деревне Озеро (ныне — Дуванский район Республики Башкортостан). Член КПСС.
С 1938 года — на хозяйственной, общественной и политической работе. В 1938—1973 годах работала помощником машиниста, машинистом экскаватора Бакальского рудоуправления Челябинской области. Единственная в мире женщина, управлявшая большегрузным горным экскаватором, с товарищами по бригаде выдала сверх плана 400 тыс. т железной руды и 60 тыс. м³ пустой породы.
Указом Президиума Верховного Совета СССР от 19 июля 1958 года присвоено звание Героя Социалистического Труда с вручением ордена Ленина и золотой медали «Серп и Молот».
Избиралась депутатом Верховного Совета РСФСР 7-го созыва. Делегат XXI съезда КПСС.
Умерла в Бакале в 2001 году.